# Tempos Difíceis
"Tempos Difíceis" é uma canção do grupo brasileiro de rap Racionais MC's.

## Histórico
A música foi composta por Edi Rock (letra) e KL Jay (base) pouco antes da dupla se juntar com uma outra dupla, formada b. boys Mano Brown e Ice Blue, que resultou nos Racionais MC's.
Ao lado de "Pânico na Zona Sul" (de Mano Brown e Ice Blue), a canção foi registrada na coletânea "Consciência Black", do selo Zimbabwe Records, e que incluía também trabalhos de outros artistas como MC Gregory e Grand Master Rap Jr. Dois anos depois, as duas faixas foram lançadas no álbum "Holocausto Urbano", o primeiro do grupo de rap paulistano.
As letras de "Tempos Difíceis" e "Pânico na Zona Sul" mostram uma visão pouco amena da dura vida do jovem negro e pobre habitante da periferia paulistana, perdido entre o crime e a injustiça social. Essa temática caracterizaria os futuros trabalhos dos Racionais MC's.

## Base musical
- "Papa Don't Take No Mess", de James Brown.